# Virgile Bramly
Pour les articles homonymes, voir Bramly.
Virgile Bramly est un acteur français né à Paris le 21 juin 1980.

## Biographie
Fils de Serge Bramly et Bettina Rheims et petit-fils de Maurice Rheims, il est le demi-frère de la romancière Carmen Bramly et le petit-fils de l'éditrice Jacqueline Raoul-Duval.
Il étudie à l'École internationale bilingue et a un fils, Alfred, avec le mannequin Audrey Marnay qu'il a épousée en 2011. Il déclare affectionner le genre du roman-feuilleton du XIXe siècle.

## Filmographie

### Télévision
- 2001 : Largo Winch : Taylor Noir
- 2001 : Dabox : Jeremie
- 2003 : Aventure et Associés : Marco
- 2005 : Vénus et Apollon
- 2006 : The Line of Beauty : Spaniard
- 2008 : Doom-Doom : Killer
- 2010 : Azad : Mayak
- 2010 : Mafiosa, le clan : Pipo
- 2010 : Histoires de vies : Mayak
- 2010 : Kali : Stellit Foster
- 2012 : Mange de Julia Ducournau et Virgile Bramly (en tant que co-scénariste et co-réalisateur)
- 2017 : Quadras série créée par Mélissa Drigeard et Vincent Juillet : Martin
- 2018 : Agent : Jean-Pierre Yasbeck
- 2020 : Validé saison 1 : Sergio
- 2020 : Grand Hôtel de Yann Samuell et Jérémy Minui : Sam Mogador
- 2021 : Luther : Eliott
- 2022 : Rogue Heroes (SAS : Rogue Heroes) : Capitaine Georges Bergé
- 2025 : Frotter frotter de Marion Vernoux : M. Roullet

### Cinéma

#### Longs métrages
- 2003 : Tempo : Paul
- 2004 : 2 Much Speed : Nicolas
- 2005 : Manderlay : Edward
- 2005 : Monopotrip : Nico
- 2006 : Water Closed
- 2007 : Des mots silencieux : The terrorist
- 2007 : Four Last Songs : Narcisco Ortega
- 2010 : Inception : Bridge Sub Con
- 2010 : Two Sunny Days : Jean
- 2010 : À bout portant : Capitaine Mansart
- 2010 : Kill Me Please : Virgile
- 2010 : Rose, c'est Paris
- 2012 : Comme un chef : critique du Guide
- 2013 : Opium d'Arielle Dombasle : Man Ray
- 2014 : Das Model de Mads Matthiesen : Marcel
- 2014 : Picnic à Gaza : Abe Emerson Jr
- 2016 : Les Premiers, les Derniers de Bouli Lanners
- 2017 : Tueurs : Complice prison
- 2017 : Tout nous sépare : Stéphane
- 2018 : Le Grand Bain : copain de Delphine
- 2020 : Polina i tayemnyzia kinostudiyi : Viking Valet
- 2020 : Granada Nights : Big Dave
- 2020 : Bronx : Victor Scanga
- 2021 : Madame Claude de Sylvie Verheyde : Paul
- 2021 : Haute Couture de Sylvie Ohayon : Hammidouche
- 2022 : Classico de Nathanaël Guedj et Adrien Piquet-Gauthier : Mario
- 2024 : Nice Girls de Noémie Saglio : Zako
- 2024 : Niki de Céline Sallette : le chevalier
- 2025 : Natacha (presque) hôtesse de l'air de Noémie Saglio : Capitaine Turbo

#### Court métrage
- 2019 : La Parcelle : Yves

### Documentaire
- 2014 : Sexe, Douleur & Rock'n'Roll[2], avec Laurent Abitbol

### Websérie
- 2018: Kill Skills, Studio+: Sammy Cohen